# Горелое (Крым)
Горе́лое (до 1945 года  Кише́нь; укр. Горіле, крымскотат. Kişine, Кишине) — ранее самостоятельное село в Бахчисарайском районе Республики Крым, ныне включено в состав села Табачное. Находилось на крайнем северо-западе района, на левом берегу реки Западный Булганак в её нижнем течении, в 4,5 километрах от устья, сейчас — северная окраина Табачного.

## История
Название Кишине на Булганаке впервые (как Ак-Кишине) встречается в кадиаскерком (судебном) деле 1609 года (правда, из контекста не ясно, идёт речь о селении или об урочище). На время присоединения Крыма к России никаких документальных следов деревни пока не обнаружено. Впервые деревня под названием Кишине появляется в «Памятной книге Таврической губернии 1889 года», составленной по результатам Х ревизии 1887 года, как административно ещё непричисленная (то есть, новообразованная деревня), территориально отнесённая к Сарабузской волости, Симферопольского уезда, Таврической губернии с 17 жителями в 3 дворах. На верстовой карте 1892 года на месте села — безымянный хутор с мельницей. В Календаре и Памятной книжке Таврической губернии на 1900 год значится хутор Кишине в составе Булганакской волости, но в Статистическом справочнике Таврической губернии… 1915 года никакое поселение с таким названием не упомянуто.
После установления в Крыму Советской власти, по постановлению Крымревкома от 8 января 1921 года была упразднена волостная система и село включили в состав вновь созданного Подгородне-Петровского района Симферопольского уезда, а в 1922 году уезды получили название округов. На карте 1922 года Кишине обозначается условным знаком «от 1 до 10 домов», есть деревня и на карте 1924 года. 11 октября 1923 года, согласно постановлению ВЦИК, в административное деление Крымской АССР были внесены изменения, в результате которых был ликвидирован Подгородне-Петровский район и образован Симферопольский и село включили в его состав. Согласно Списку населённых пунктов Крымской АССР по Всесоюзной переписи 17 декабря 1926 года, в селе Кишине, Булганакского сельсовета Симферопольского района, числилось 13 дворов, все крестьянские, население составляло 52 человека (23 мужчины и 29 женщин), все русские. После разукрупнения районов в 1935 году Кишине передали в состав Бахчисарайского района, определив центром сельсовета, при этом на довольно мелкомасштабной карте 1938 года Кишене не обозначен (как и многие небольшие сёла), зато условным знаком «хозяйственные постройки» впервые обозначен Табаксовхоз.
В 1944 году, после освобождения Крыма от фашистов 12 августа 1944 года было принято постановление № ГОКО-6372с «О переселении колхозников в районы Крыма» по которому в район планировалось переселить 6000 колхозников и в сентябре 1944 года в район приехали первые новосёлы (2146 семей) из Орловской и Брянской областей РСФСР, а в начале 1950-х годов последовала вторая волна переселенцев из различных областей Украины. Указом Президиума Верховного Совета РСФСР от 21 августа 1945 года, Кишень переименовали в Горелое и Кишенский сельсовет, соответственно, в Гореловский. С 25 июня 1946 года Ауджикой в составе Крымской области РСФСР. В 1950-е годы (в «Справочнике административно-территориального деления Крымской области на 15 июня 1960 года» уже не числилось) село было упразднено и присоединено к Табачному.